# Douglas (Isla de Man)
Douglas (del manés: Doolish) es la capital de la Isla de Man, una dependencia de la Corona británica.
Douglas es capital, puerto y municipio de la isla de Man, una de las islas británicas del mar de Irlanda. La ciudad se emplaza en la costa este de la isla, en la desembocadura de dos ríos: el Dhoo y el Glass, que significan 'oscuro' y 'claro' en manés, una lengua celta propia de la isla. La ciudad tomó su nombre de los ríos. Cabe destacar la Torre del Refugio que se construyó en 1832 para albergar a los navegantes naufragados en la peligrosa roca Conister, cerca de la entrada del puerto de Dhoo, y el Museo Nacional de Manx que cuenta con una colección dedicada a la arqueología e historia natural de la isla. Rodeada de bajas colinas, Douglas es un concurrido lugar de veraneo.

## Historia
La ciudad de Douglas debe su desarrollo inicial a su puerto natural (actualmente el Puerto Interior, Inner Harbour), que está ampliado y mejorado. 
Douglas es la capital de la Isla de Man desde 1863, anteriormente lo era la pequeña localidad de Castletown, una pequeña ciudad al sur de la isla. 
El Tynwald Manx es el Parlamento, con sede en Douglas, excepto durante el Tynwald Day, la fiesta nacional en la isla, que tiene su sede en St John's, un pequeño pueblo al oeste de Man. 
En la Primera y la Segunda Guerra Mundial, Douglas y otras partes de la isla sirvieron como un campo de detención de "enemigos extranjeros". 
En 2011, Douglas organizó los Juegos de la Mancomunidad para la Juventud.

## Museo Manx
El Museo Manx (Thie Tashtee Vannin), cuya visita es gratuita, abrió por primera vez sus puertas el 2 de noviembre de 1922, y cubre 10.000 años de historia de la Isla de Man, desde la Edad de Piedra hasta la Edad Moderna. El museo es la sede del Patrimonio Nacional de Manx, pero no guarda relación con la institución homónima, fundada por Trevor Ashe en 1825.
|                               |
| Terminal marítima de Douglas. |

|                                                                              |
| Estación de botes salvavidas (Royal National Lifeboat Institution), Douglas. |

|                                        |
| Vista del puerto deportivo en Douglas. |

|                                                                         |
| Antiguo priorato hoy parte del Colegio Universitario de la Isla de Man. |

|             |
| The Strand. |